# Santa-Reparata-di-Balagna
Santa-Reparata-di-Balagna (en cors Santa Riparata di Balagna) és un municipi francès, situat a la regió de Còrsega, al departament d'Alta Còrsega. L'any 1999 tenia 838 habitants.

## Demografia
| 1962 | 1968 | 1975 | 1982 | 1990 | 1999 |
| ---- | ---- | ---- | ---- | ---- | ---- |
| 439  | 477  | 539  | 643  | 784  | 838  |

## Administració
| Període | Identitat                 | Partit | Qualitat |  |
| ------- | ------------------------- | ------ | -------- |  |
| 2001-   | Ange François Vincentelli |        |          |  |